# جيمس غو بلاك
جيمس غو بلاك (بالإنجليزية: James Gow Black)‏ هو كيميائي نيوزيلندي، ولد في 10 مايو 1835، وتوفي في 25 ديسمبر 1914.